# Турой
Турой — река в России, протекает по Кош-Агачскому району Республики Алтай.

## Этимология
От алт. Туура — ширина, широкий и Ойык в значении: котловина, лог, углубление на вершине горы. Туура-Ойык — широкое углубление, выемка, пробоина; котловина; дыра; лог.

## Описание
Река берёт своё начало вытекая из ледника Ирбисту (2990 м над ур. м.), находящегося на северо-западном склоне одноимённой горы (высота 3967 м.), далее втекает в ледниковое озеро и через несколько километров впадает в реку Елангаш, напротив горы Чат.
В районе устья реки находятся многочисленные скальные выходы — «бараньи лбы», на которые нанесены многочисленные рисунки-петроглифы.
Долина реки абсолютно безлесная, благодаря наличию подходящих пастбищ используется местными жителями для выпаса сарлыков.

## Галерея
- Исток реки
- Верхнее озеро
- Нижнее озеро
- Цветы у озера
- Яки (сарлыки) в долине
- Сарлыки на лугу